# شهرستان کیمبل (تگزاس)
شهرستان کیمبل، تگزاس (به انگلیسی: Kimble County, Texas) یک سکونتگاه مسکونی در ایالات متحده آمریکا است که در تگزاس واقع شده‌است.

## خصوصیات
شهرستان کیمبل ۳٬۲۴۰٫۰۹ کیلومترمربع مساحت دارد.